# إن إف (مغني)
هذه المقالة بحاجة للتقسيم إلى أقسام حسب الموضوع، لجعلها سهلة القراءة.
ناثان جون فوريستن (بالإنجليزية: Nathan Jhon Feuerstien) ويعرف أكثر باسم شهرته NF هو مغني راب وكاتب أغاني أمريكي.تعتبر أغنية (بالإنجليزية: Let you down) أحد أبرز أعماله سنة 2017 بما أنها احتلال لها مكانا في تصنيف الأغاني الولايات المتحدة الأمريكية بيلبورد هوت 100 تحديدا في المركز 14. ولد ونشأ في ميشيغان، الولايات المتحدة، كان لديه طفولة صعبة. وجد راحة في الاستماع وكذلك في إنشاء الموسيقى وقلب اضطرابه الداخلي وغضبه من خلال أغانيه، ولكن المثير للاهتمام أن كلماته لا تحتوي على أي كلمات لعنة أو جريمة أو يأس. يتعرف المستمعون بكل سهولة على كلماته الصادقة وعواطفه الفظة، وقد أكسبه ذلك أتباعًا ضخمًا. لقد تصدرت كل من «كريستيان هيب هوب» و «مينستريم هيب هوب». وقد وقعت NF مع علامة «الموسيقى المسيحية» الرئيسية (كابيتول سي إم جي) في الولايات المتحدة، لذلك يعتبر «مغني الراب المسيحي»، لكنه يفضل أن يطلق على نفسه «فنانًا يصنع الموسيقى للجميع.» وقد حقق فيلمه EP ، الذي صدر عام 2014، نجاحًا باهرًا. وتابع نجاحه بثلاثة ألبومات استوديو في ثلاث سنوات - «القصر» و «جلسة العلاج» و «الإدراك». وحصل فيلمه الفردي "Let You Down" من "Perception" على شهادة البلاتين الثلاثي. "Real" هو الفيديو الأكثر مشاهدة مع 18 مليون مشاهدة على "YouTube".

## روابط خارجية
- إن إف على موقع ميوزك برينز (الإنجليزية)
- إن إف على موقع أول ميوزيك (الإنجليزية)
- إن إف على موقع ديسكوغز (الإنجليزية)